# Código de Nemequene

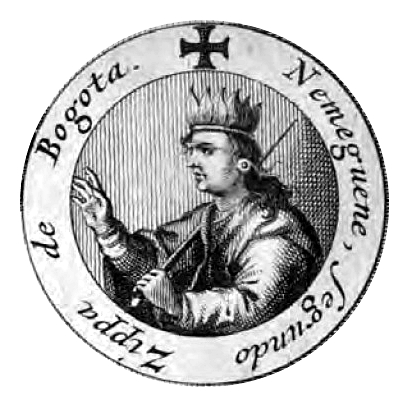
Nemequene representado num gravado da História Geral das Conquistas do Novo Reino de Granada (1688), do cronista Lucas Fernández de Piedrahita.

O Código de Nemequene foi um conjunto de leis promulgadas por Nemequene, terceiro zipa de Bacatá, que governou entre 1490 e 1514. O Código de Nemequene é um marco dentro do direito indígena pré-colombiano e, comparativamente, é muito similar à noção ocidental de Direito consuetudinario. As principais fontes de informação sobre o Código de Nemequene são os cronistas espanhóis Juan de Castelhanos (o primeiro que o põe por escrito), Fray Pedro Simón e Lucas Fernández de Piedrahita.
Boa parte das normas estabelecidas por Nemequene permaneceram vigentes inclusive após a conquista espanhola. Em 1676, o cronista Lucas Fernández de Piedrahita declarava que os muiscas cumpriam as normas do Código de Nemequene com tanta pontualidade, que ainda permaneciam parcialmente vigentes, ainda que com a imposição das leis espanholas já se estavam a deixar no esquecimento. Por outra parte, alguns especialistas como o professor Vicente Restrepo opinam que o que Nemequene fez em seu Código foi recopilar e pôr em vigor as antigas leis as reformando de acordo com as necessidades de seu tempo. Para isto, o professor Restrepo se baseia no depoimento do cronista Fray Pedro Simón, que apresenta o conteúdo do Código como "leis de grande antiguidade". Por conseguinte, Nemequene era considerado pelos muiscas como o grande legislador após Bochica.

## Conteúdo
As leis do Código de Nemequene eram as seguintes:
- Pena de morte contra o homicida, ainda que perdoassem-lhe a mulher, os pais e os parentes da vítima, pois só Chiminigagua, quem dava a vida, podia perdoar ao que a tirava.

- Pena de morte para o homem solteiro que violasse a uma mulher. Em caso que o homem fosse casado, permitir-se-lhe-ia a dois homens solteiros dormir com sua esposa, pois esta desonra era considerada pelos muiscas pior que a morte.

- O homem que cometesse incesto com sua mãe, filha, irmã ou sobrinha, seria metido num poço estreito cheio de água, répteis e insetos, e coberto por uma pedra grande até que morresse. O mesmo para as mulheres que incorressem no mesmo delito.

- Pena de morte para os sodomitas.

- Se uma mulher morria ao dar a luz, mas sobrevivia o bebê, o marido da defunta devia fazer-se responsável pela criação. Em caso que o bebê também morresse, o marido devia dar a metade de seus bens a seus sogros, ou aos irmãos ou parentes mais próximos de seu defunta esposa. Se o marido não tinha posses suficientes, devia entregar aos herdeiros de sua esposa um bom número de mantas de algodão. Em caso contrário, perseguir-se-lhe-ia até dar-lhe morte.

- Ao ladrão de menor quantia sentenciava-se-lhe à pena de açoites. Ao ladrão de maior quantia deixava-se-lhe cego aplicando-lhe fogo adiante dos olhos. Ao ladrão reincidente, fincavam-se-lhe espinhas nos olhos.

- Nenhum cacique ou nobre, por importante que fora, podia subir em andas, somente o zipa ou a pessoa a quem ele concedesse essa mordomia (as andas eram um tabuleiro com uma cadeira que, sustentado por duas varas paralelas e horizontais, servia para conduzir ao zipa sobre os ombros de seus criados).

- Só os uzaques (caciques feudatários de mais alta hierarquia após o zipa) tinham permissão para furar seus narizes para se pôr adereços, e perfurar suas orelhas para se pôr pendentes e as jóias que quisessem.

- Os bens das pessoas que morriam sem herdeiros legítimos passavam a ser propriedade do zipa. Os únicos herdeiros legítimos eram os sobrinhos, os irmãos e os filhos, nessa ordem.

- Ao güecha que mostrasse covardia quando fosse convocado para a guerra, ou estando nela, despojar-se-lhe-ia de suas vestiduras de homem e obrigar-se-lhe-ia a se vestir de mulher, ocupando nos trabalhos que consideravam próprias do sexo feminino pelo tempo que o zipa julgasse conveniente.

- Pena de morte ao güecha que se retirasse da batalha dantes de que o fizesse seu capitão.

- Para delitos menores ou leves, as penas mais comuns eram romper a manta do delinquente ou cortar-lhe o cabelo.